# Idolomorpha dentifrons
Idolomorpha dentifrons är en bönsyrseart som beskrevs av Henri Saussure och Leo Zehntner 1895. Idolomorpha dentifrons ingår i släktet Idolomorpha och familjen Empusidae. Inga underarter finns listade i Catalogue of Life.